# Waldemar Petersen
Waldemar Petersen, född  den 10 juni 1880  i Aten, död den 27 februari 1946 i Darmstadt, var en tysk företagare och professor i elektroteknik vid tekniska högskolan i Darmstadt. Mest känd för uppfinnandet av Peterson-spolen, som senare utvecklats till nollpunktsreaktorn.

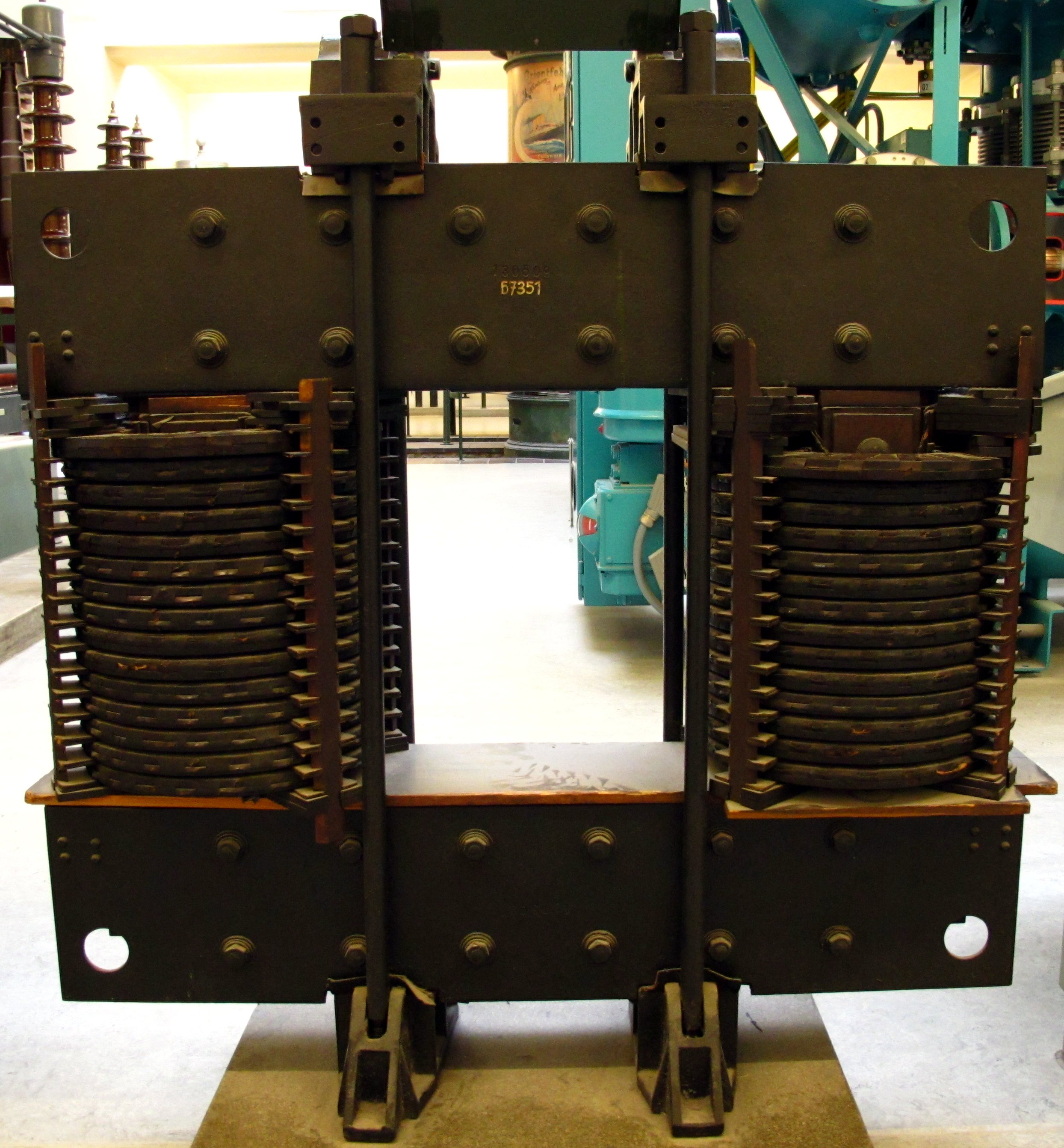
Petersen-spole utställd på Deutschen Museum